# Пидлепенец, Евгений Геннадьевич
Евге́ний Генна́дьевич Пидлепене́ц (укр. Євген Геннадійович Підлепенець; род. 10 ноября 1998, Токмак, Запорожская область) — украинский футболист, вингер клуба «Буковина».

## Биография
Родился в городе Токмак, Запорожская область. Воспитанник молодежной академии «Металлурга». Кроме запорожского клуба, в ДЮФЛУ выступал за «Мункач». В сезоне 2015/16 годов выступал в юношеском чемпионате Украины за «Металлург» и «Александрию».
Взрослую футбольную карьеру начал летом 2017 года в составе запорожского МФК «Металлург», первоначально выступавшего в любительском чемпионате Украины и чемпионате Запорожской области. На профессиональном уровне дебютировал за запорожцев 18 июля 2018 в победном (2:0) выездном поединке первого предварительного раунда кубка Украины против хмельницкого «Подолья». Евгений вышел на поле в стартовом составе, а на 77-й минуте его заменил Илья Корнев. Во Второй лиге Украины дебютировал 22 июля 2018 в проигранном (0:1) выездном поединке 1-го тура группы Б против одесского «Реал Фарма». Пидлепенец вышел на поле в стартовом составе, а на 84-й минуте его заменил Александр Зейналов. Первым голом на профессиональном уровне отличился 30 сентября 2018 на 9-й минуте победного (2:0) выездного поединка 11-го тура группы Б Второй лиги против «Николаева-2». Евгений вышел на поле в стартовом составе, а на 87-й минуте его заменил Алексей Щебетун. Сыграл 20 матчей (3 гола) во Второй лиге Украины и 2 поединка в кубке Украины.
2 августа 2019 заключил договор с «Депортиво Ла-Корунья», но сразу же был переведен во вторую команду клуба. В новой команде дебютировал 13 октября 2019 в ничейном (1:1) домашнем поединке 8-го тура Терсеры против «Сомозаса». Евгений вышел на поле на 83-й минуте, заменив Иньиго Рейносо. Единственным голом за «Депортиво Фабриль» отличился 12 января 2020 на 37-й минуте победного (4:0) домашнего поединка 19-го тура против «Понтелласа». Пидлепенец вышел на поле в стартовом составе, а на 71-й минуте его заменил Виктор Эймил. Всего в Терсере сыграл 7 матчей, в которых отличился 1 голом.
В начале октября 2020 свободным агентом покинул «Депортиво Фабриль» и вернулся в Украину, где снова стал игроком МФК «Металлург». Дебютировал за «казаков» по возвращении 3 октября 2020 года в победном (3:0) выездном поединке 5-го тура группы Б Второй лиги Украины против мариупольского «Яруда». Пидлепенец вышел на поле в стартовом составе, на 5-й и 45-й минуте отличился своими первыми голами за «Металлург», а на 61-й минуте его заменил Алексей Моисеенко. С октября по ноябрь 2020 провел 6 матчей (3 гола) во Второй лиге Украины.
После ухода из «Металлурга» получил предложения от клубов из Испании и Греции, но 30 ноября 2020 заключил договор с «Металлом», который в июне 2021 был переименован в «Металлист». В футболке харьковского клуба дебютировал 28 марта 2021 в победном (5:0) домашнем поединке 14-го тура группы Б Второй лиги Украины против черкасского «Днепра». Евгений вышел на поле в стартовом составе, на 45-й минуте отличился голом, а на 72-й минуте его заменил Игорь Сикорский. Помог харьковчанам выиграть Вторую лигу. В Первой лиге Украины дебютировал 26 июля 2021 в победном (2:0) выездном поединке 1-го тура против «Альянса» из Липовой Долины. Пидлепенец вышел на поле в стартовом составе и отыграл весь матч.

## Достижения
«Металлист»
- Победитель Второй лиги Украины: 2020/21

«Днепр-1»
- Серебряный призёр чемпионата Украины: 2022/23

«Карпаты» (Львов)
- Серебряный призёр Первой лиги Украины: 2023/24